# オットマン・アツァイター
オットマン・アツァイター（アラビア語: عثمان أبو زعيتر、英語: Ottman Azaitar、1990年2月20日 - ）は、ドイツとモロッコの男性総合格闘家。ノルトライン＝ヴェストファーレン州ケルン出身。ジュップス・ファイトチーム所属。

## 来歴
ドイツのケルンでモロッコ移民の両親のもとに生まれた。6歳から柔術を習い始め、10歳からボクシング、ムエタイ、キックボクシングを始めた。2012年にはムエタイのドイツ王者に輝き、ドイツ代表としてムエタイ世界選手権に出場した。

### 総合格闘技
2014年、プロ総合格闘技デビュー。ローカル団体で11戦11勝の戦績を残す。

### UFC
2019年9月7日、UFC初参戦となったUFC 242でテーム・パッカレンと対戦し、右フックで1R失神KO勝ち。パフォーマンス・オブ・ザ・ナイトを受賞した。
2020年9月12日、UFC Fight Night: Waterson vs. Hillでカーマ・ワーシーと対戦し、左フックでダウンを奪いパウンドで1RTKO勝ち。2試合連続のパフォーマンス・オブ・ザ・ナイトを受賞した。
2021年1月24日のUFC 257で試合予定だったが、試合前日に、アツァイターが外部からファイトアイランドへ部外者を侵入させたために、COVID-19安全プロトコルに違反したとしてUFCからリリースされたことが発表された。しかし1か月後にUFCはセカンドチャンスを与えるとしてアツァイターを復帰させた。
2022年11月12日、2年2カ月ぶりの復帰となったUFC 281でマット・フレボラと対戦し、クリンチの離れ側に左フックでダウンを奪われ追撃のパウンドで1RKO負け。キャリア14戦目で初黒星を喫した。

## 人物・エピソード
- 同じく総合格闘家のアブー・アツァイターは実兄。

## 戦績
| 総合格闘技 戦績 | 総合格闘技 戦績 | 総合格闘技 戦績 | 総合格闘技 戦績 | 総合格闘技 戦績 | 総合格闘技 戦績 | 総合格闘技 戦績 |
| --------------- | --------------- | --------------- | --------------- | --------------- | --------------- | --------------- |
| 16 試合         | (T)KO           | 一本            | 判定            | その他          | 引き分け        | 無効試合        |
| 13 勝           | 10              | 2               | 1               | 0               | 0               | 0               |
| 3 敗            | 3               | 0               | 0               | 0               | 0               | 0               |

| 勝敗 | 対戦相手                   | 試合結果                          | 大会名                                | 開催年月日     |
| ×    | マイケル・ジョンソン       | 2R 2:03 KO（右フック→パウンド）   | UFC on ESPN 63: Covington vs. Buckley | 2024年12月14日 |
| ×    | フランシスコ・プラド       | 1R 4:05 TKO（パウンド）           | UFC on ESPN 49: Holm vs. Bueno Silva  | 2023年7月15日  |
| ×    | マット・フレボラ           | 1R 2:30 KO（左フック→パウンド）   | UFC 281: Adesanya vs. Pereira         | 2022年11月12日 |
| ○    | カーマ・ワーシー           | 1R 1:33 TKO（左フック→パウンド）  | UFC Fight Night: Waterson vs. Hill    | 2020年9月12日  |
| ○    | テーム・パッカレン         | 1R 3:35 KO（右フック）            | UFC 242: Khabib vs. Poirier           | 2019年9月7日   |
| ○    | ダニエル・ココラ           | 1R 0:32 KO（左フック→パウンド）   | Brave CF 14                           | 2018年8月18日  |
| ○    | アレハンドロ・マルティネス | 3R 1:16 TKO（右前蹴り→パウンド）  | Brave CF 9: The Kingdom of Champions  | 2017年11月17日 |
| ○    | チャーリー・リアリー       | 1R 2:22 TKO（スタンドパンチ連打） | Brave FC 4: Unstoppable               | 2017年3月31日  |
| ○    | ケビン・コルドブスキー     | 5分3R終了 判定3-0                 | Brave FC 2: Dynasty                   | 2016年12月2日  |
| ○    | ルーカス・シュチェレク     | 1R 0:56 TKO（右フック→パウンド）  | GMC 8                                 | 2016年4月16日  |
| ○    | ラムナス・パリウニス       | 1R 1:16 TKO（パンチ連打）         | Fair FC 4                             | 2015年11月28日 |
| ○    | クリストフ・ヘクター       | 1R 2:57 ギロチンチョーク          | Mix Fight Gala 18                     | 2015年6月5日   |
| ○    | セルジュ・ダリ             | 1R 3:30 リアネイキドチョーク      | GMC 6                                 | 2015年4月18日  |
| ○    | イルベイ・アクダス         | 1R 0:14 KO（左フック→パウンド）   | Fair FC 3                             | 2015年3月25日  |
| ○    | アレクサンダー・フォークト | 2R 4:01 ギブアップ（パウンド）    | Fair FC 2                             | 2014年11月1日  |
| ○    | パトリック・タルモン       | 1R 0:19 TKO（パウンド）           | Showdown Fight Night                  | 2014年6月7日   |

## 表彰
- UFCパフォーマンス・オブ・ザ・ナイト（2回）